# Val Kilmer
Val Kilmer (31. prosince 1959 Los Angeles, Kalifornie – 1. dubna 2025) byl americký herec. Původně divadelní herec se stal populární v polovině 80. let, kdy získal hlavní role např. ve filmech Vraždy v ulici Morgue (1986) či Přísně tajné! nebo vedlejší roli ve filmu Top Gun. V roce 1991 hrál Jima Morrisona ve filmu The Doors. Byl ženatý s anglickou herečkou Joanne Whalley, měl dvě děti. V originálním znění namluvil KITTa 3000 ze seriálu Knight Rider – Legenda se vrací (2008).